# Church Ridge
Church Ridge ist ein 16 km langer Gebirgskamm mit mehreren Gipfeln von über 2000 m Höhe im ostantarktischen Viktorialand. Er erstreckt sich in den Admiralitätsbergen in südwestlicher Richtung und trennt den Church- vom Leander-Gletscher.
Der United States Geological Survey kartierte den Gebirgskamm anhand eigener Vermessungen und mithilfe von Luftaufnahmen der United States Navy zwischen 1960 und 1963. Das Advisory Committee on Antarctic Names benannte ihn 1970 nach Commander Archer Edward Church (1929–2006), stellvertretender Stabschef der zivilen Ingenieurgruppen bei den Unterstützungseinheiten der US-Navy in Antarktika von 1967 bis 1968.